# Tuusjärvi (sjö i Norra Savolax)
Tuusjärvi är en sjö i Finland. Den ligger i kommunerna Tuusniemi och Kuopio i landskapet Norra Savolax, i den centrala delen av landet, 300 km nordost om huvudstaden Helsingfors. Tuusjärvi ligger 93,5 meter över havet. Den är 18 meter djup. Arean är 2 kvadratkilometer och strandlinjen är 14,46 kilometer lång. Sjön  ingår i Vuoksens huvudavrinningsområde.   I omgivningarna runt Tuusjärvi växer i huvudsak blandskog. Den sträcker sig 2,4 kilometer i nord-sydlig riktning, och 2,2 kilometer i öst-västlig riktning.
I Tuusjärvi finns ön Uitonsaari.